# پدر نمونه یول
پدر نمونه یول (انگلیسی: Super Daddy Yeol؛ کره‌ای: 슈퍼대디 열) یک مجموعه تلویزیونی محصول کره جنوبی سال ۲۰۱۵ با بازی لی دونگ گون، لی یو ری و لی ره است. این مجموعه بر پایه وب‌تونی با همین نام اثر لی سانگ هون و جین هیو می منتشر شده در داوم وب‌تون است. پدر نمونه یول از ۱۳ مارس تا ۲ مه ۲۰۱۵ روزهای جمعه و شنبه ساعت ۲۰:۳۰ (کی‌اس‌تی) از تی‌وی‌ان برای ۱۶ قسمت پخش شد.